# 马尔西伊
马尔西伊（法語：Marsilly，法語發音：[maʁsiji]）是法国滨海夏朗德省的一个市镇，位于该省西北部，省会拉罗谢尔市区以北，大西洋海滨，属于拉罗谢尔区。

## 地理
马尔西伊（46°13'49"N, 1°8'17"W）面积11.91 平方千米，位于法国新阿基坦大区滨海夏朗德省，该省份为法国西部滨海省份，北起旺代省，西临大西洋，南至吉倫特省，东南接多爾多涅省，东北接德塞夫勒省接壤，东临夏朗德省。
与马尔西伊接壤的市镇（或旧市镇、城区）包括：埃南德、滨海尼约勒、圣桑德尔、维勒杜。

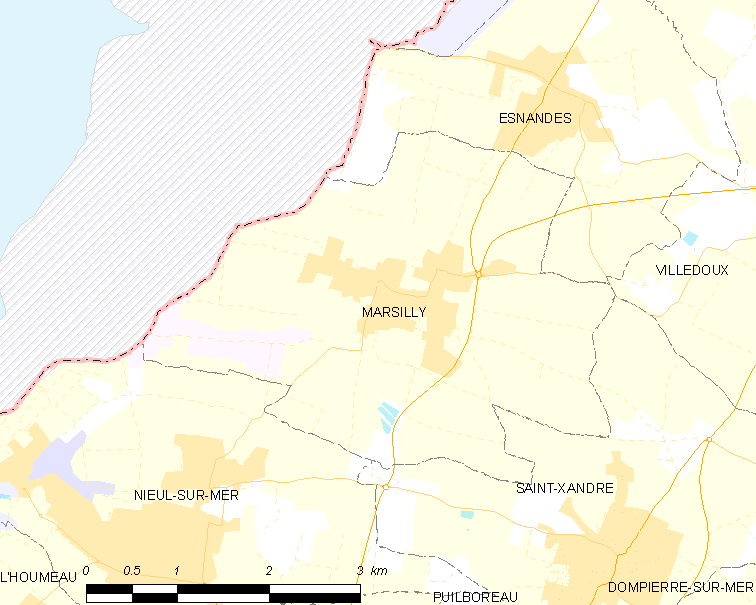
马尔西伊的OSM定位图

马尔西伊的时区为UTC+01:00、UTC+02:00（夏令时）。

## 行政
马尔西伊的邮政编码为17137，INSEE市镇编码为17222。

## 政治
马尔西伊所属的省级选区为拉戈尔县。

## 人口

1962-2008年间马尔西伊人口变化图示

马尔西伊于2022年1月1日时的人口数量为3185人。